# Операција Плаво
Операција Плаво, касније преименована у операцију Брауншвајг, је било шифровани назив за план Вермахта за стратегијску летњу офанзиву у јужну Русију између 28. јуна и 24. новембра 1942.
Ова операција је била наставак прошлогодишње операција Барбароса са циљем да се Совјетски Савез избаци из рата, и укључовала је напад из два правца на нафтна поља код Бакуа, као и напредовање у правцу Стаљинграда и Волги, да би штитили бок напредовања према Бакуу. За овај део операције, група армија Југ је подељена на групе армија А и Б). Задатак групе армија А је био прелазак Кавказа и освајање нафтних поља код Бакуа, док је група армија Б штитила њене бокове дуж Волге.
У почетку је ова офанзива имала успеха и освојена су велике површине и неколико нафтних поља. Међутим, Црвена армија је поразила Немце у бици за Стаљинград, након операција Уран и Мали Сатурн. Овај пораз је приморао силе Осовине да се повуку са Каквказа. Само су град Новоросијск и део Кубања остали под окупацијом осовинских војника.